# Urocaridella urocaridella
Urocaridella urocaridella är en kräftdjursart som först beskrevs av Lipke Bijdeley Holthuis 1950.  Urocaridella urocaridella ingår i släktet Urocaridella och familjen Palaemonidae. Inga underarter finns listade i Catalogue of Life.